# Beaver Creek (Yukon)
Beaver Creek è una località del Canada, situata nello Yukon.

## Galleria d'immagini

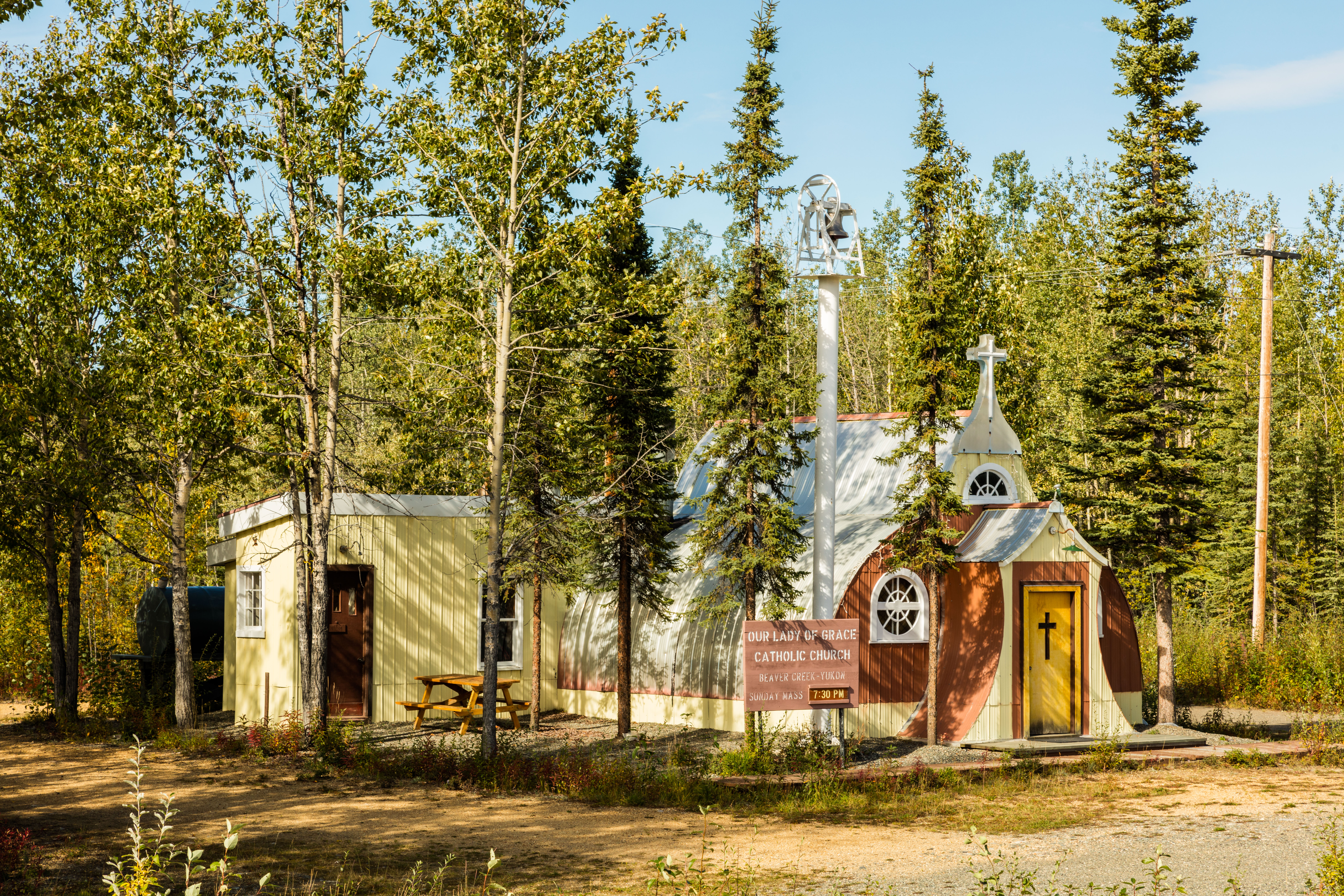
Chiesa della Madonna delle Grazie
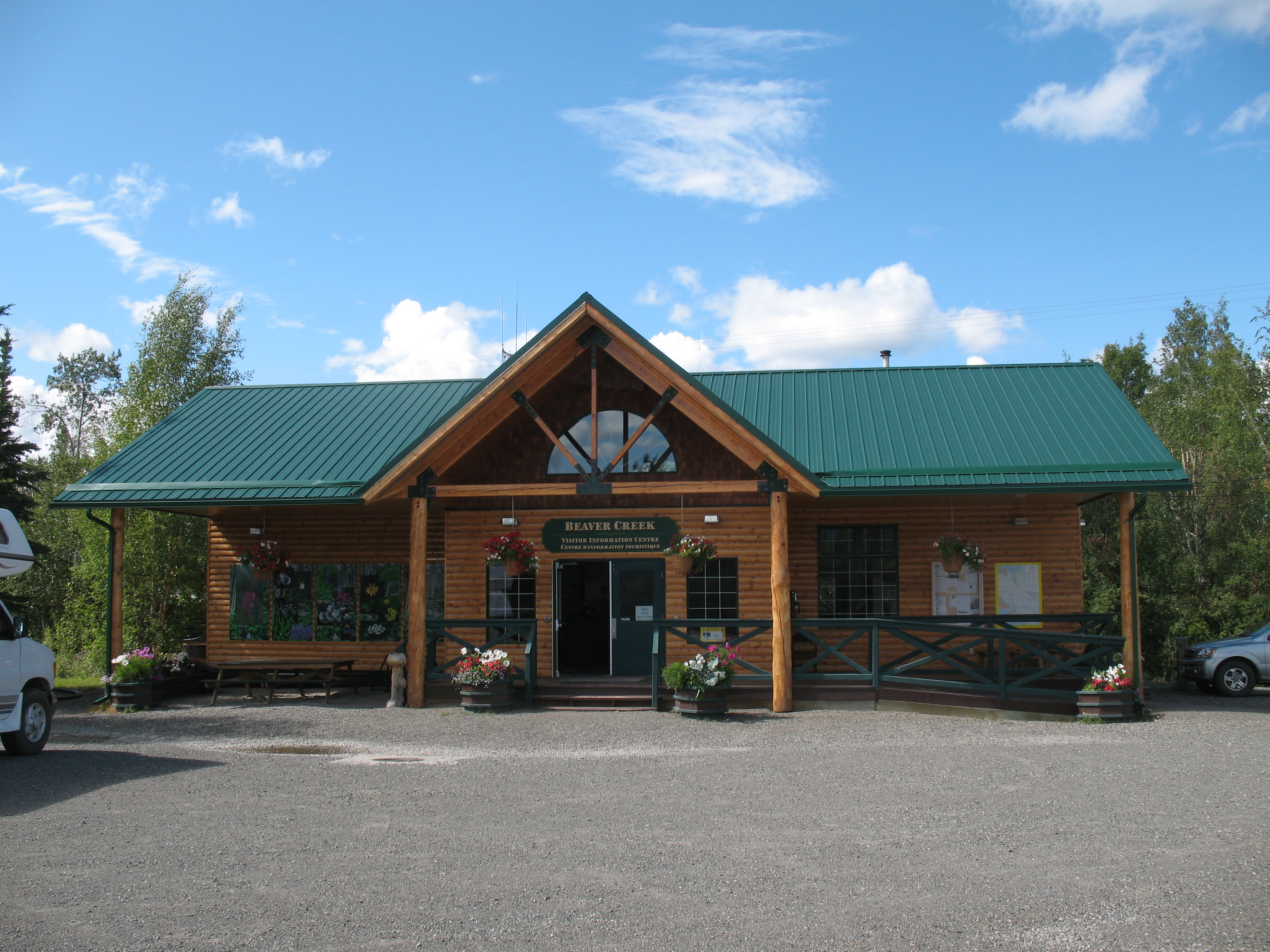
Centro informazioni visitatori di Beaver Creek